# قديمات الفك
قديمات الفك (الاسم العلمي: Palaeognathae) (من الإغريقية:palaiós = παλαιός = قديم، gnáthos = γνάθος = فك) وهي طويئفة ضمن طائفة الطيور من الفرع الحيوي الأركوصورات. تعتبر أحد الطويئفتين الموجودتين من الطيور، مع الأخرى حديثات الفك، وكلاهما يشكل الطُيُور الحديثة. تشمل قديمات الفك على خمسة فرع حيوي موجودة من السلالات التي لا تطير (بالإضافة إلى اثنين من الفروع المنقرضة)، وتسمى مسطحات الصدر، وسلالة واحد تطير وهي تناميات الإقليم المداري الجديد. هناك 47 نوعًا من التناميات، وخمسة من الكيوي (Apteryx)، وثلاثة من الشبنم (Casuarius)، وواحد من الإيمو (درميس) (آخر قد انقرض في العصور التاريخية)، واثنان من الروحاء (Rhea) واثنان من النعام (Struthio). أشارت الأبحاث الحديثة إلى أن قديمات الفك أحادية النمط ولكن التقسيم التصنيفي التقليدي بين الأشكال التي تطير ولا تطير غير صحيح؛ وتقع التناميات ضمن تشعب "مسطحات الصدر"، مما يعني أن عدم القدرة على الطيران نشأ بشكل مستقل عدة مرات عبر التطور الموازي.
هناك ثلاث مجموعات منقرضة هي أعضاء بلا نزاع في قديمات الفك:الطيور الحجرية، و"الطيور العملاقة" (الموا) و"الطيريات الفيلية" (طيور الفيل)، والأخيران منها انقرضت منذ الألف سنة الماضية. هناك طيور أخرى منقرضة مع قديمات الفك أضافها عالم واحد على الأقل، لكن أرتباطها محل نزاع.[بحاجة لمصدر]
اشتقت كلمة قديمات الفك من اللغة الإغريقية إشارة إلى تشريح الهيكل العظمي للحنك، والذي يوصف بأنه بدائي وقريب من حنك الزواحف مقارنة بالطيور الأخرى في تلك الفترة. تحتفظ طيور قديمات الفك على بعض الصفات المورفولوجية القاعدية ولكنها ليست بأي حال من الأحوال أحافير حية حيث استمرت جينوماتها في التطور على مستوى الحمض النووي تحت ضغط انتقائي بمعدلات مماثلة لفرع حديثات الفك للطيور الحية، بالرغم من وجود بعض الجدل حول العلاقة الدقيقة بينها وبين الطيور الأخرى. هناك أيضًا العديد من الخلافات العلمية الأخرى حول تطورها (انظر أدناه).

## الأصل والتطور
لم تُعرف أحافير قديمات الفك بشكل واضح حتى حقبة الحياة الحديثة (على الرغم من أن الطيور تفسر أحيانًا على أنها طيور حجرية وجدت في مواقع الأبالاشيا من مرحلة الألبي)، ولكن كانت هناك العديد من التقارير المفترضة عن قديمات الفك، وقد تم الاستدلال منذ فترة طويلة بأنها قد تكون تطورت في العصر الطباشيري. بالنظر إلى موقع نصف الكرة الشمالي لأكثر أشكال الأحافير القاعدية مورفولوجيا (مثل الطائر الحجري والطائر اللاذيلي ونظير القمام والحبارى العتيقة)، ويمكن استنتاج الأصل اللوراسي للمجموعة. كان التوزيع الحالي لغندوانا بالكامل تقريبا ناتجا عن استعمار متعدد للأراضي اليابسة الجنوبية من خلال أشكال الطيران التي تطورت لاحقا لعدم القدرة على الطيران، وفي حالات كثيرة للعملقة.

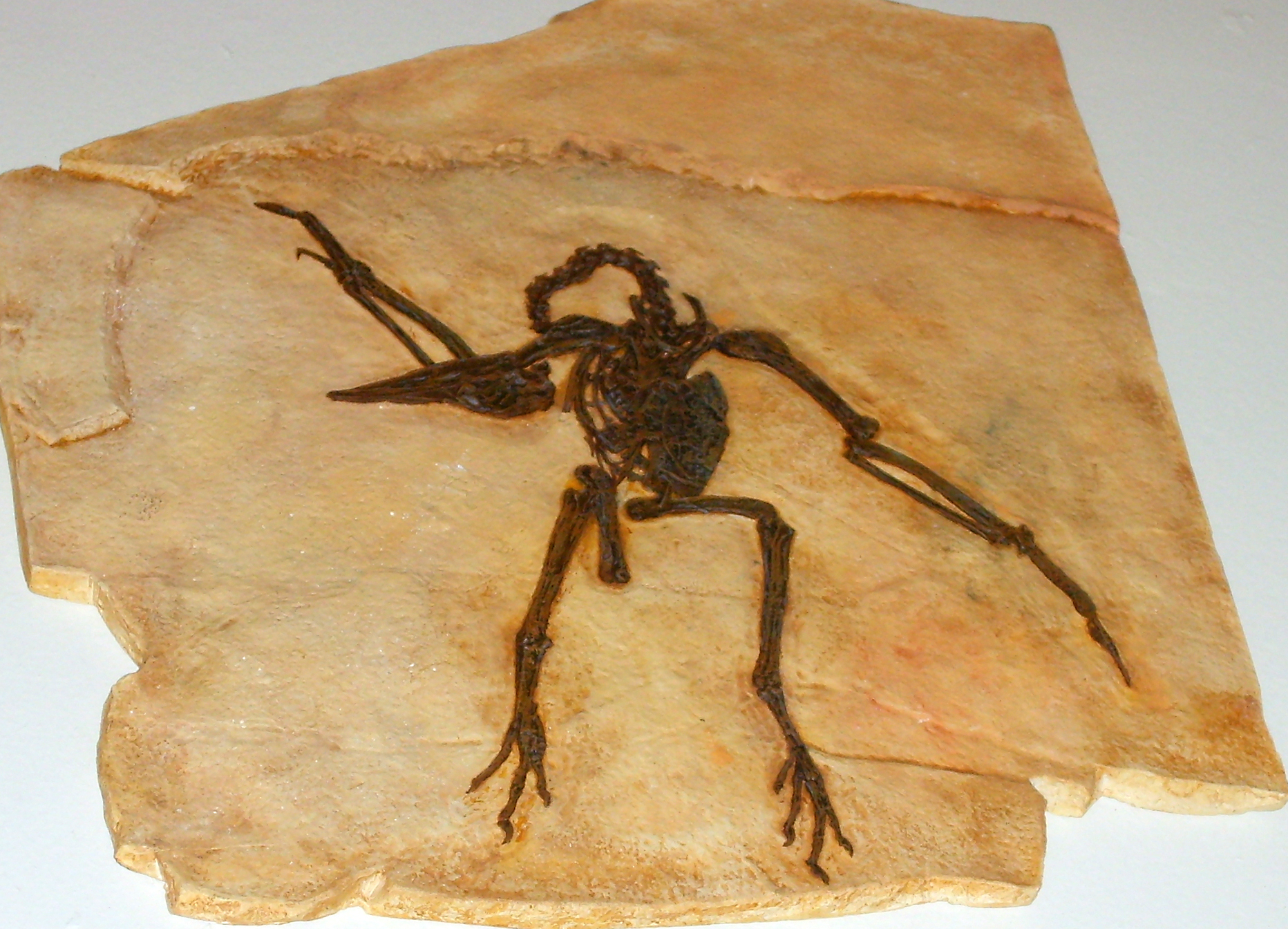
أحفورة قالب للطائر اللاذيلي في متحف علم الحيوان في كوبنهاغن.

بينت احد الدراسات التي أجريت على البيانات الجزيئية والأحفورية أن رتب الطيور الحديثة ومعها طيور قديمة الفك قد بدأت تتباعد عن بعضها البعض في أوائل العصر الطباشيري. لخص عالم الإحاثة البريطاني ميخائيل بينتون (2005) ان هذه الدراسة وغيرها من الدراسات الجزيئية على أنها تشير إلى أن قديمات الفك كان يجب أن تكون قد نشأت منذ 110 إلى 120 مليون سنة في أوائل العصر الطباشيري. لكنه يشير إلى أنه لا يوجد سجل أحفوري حتى 70 مليون سنة مضت، مما يترك فجوة مقدارها 45 مليون سنة. ويتساءل عما إذا كان من الممكن العثور على حفريات لقديمات الفك في يوم من الأيام، أو ما إذا كانت المعدلات المقدرة للتطور الجزيئي بطيئة جدا، وأن تطور الطيور يتسارع بالفعل خلال الإشعاع التكيفي بعد حدود الطباشيري-الباليوجيني (حدود K-Pg).
شكك علماء آخرون في أحادية النمط الخلوية لقديمات الفك على أسس مختلفة، مما يشير إلى أنها من الممكن أن تكون خليطا من الطيور التي ليست لها صلة وتم جمعها معا لأنها بالصدفة لا تطير. وربما تطورت الطيور التي ليست لها صلة تشريحا لتشبه الجرذ مرات متعددة حول العالم من خلال التطور التقاربي. أكد ماكدويل (1948) أن أوجه التشابه في تشريح الحنك في قديمات الفك قد تكون في الواقع استدامة المرحلة اليرقية، أو الاحتفاظ بالسمات الجنينية. وأشار إلى أن هناك سمة أخرى للجمجمة، مثل الاحتفاظ بالدُّروزُ في مرحلة البلوغ، كالخاصة بالطيور اليافعة. وبالتالي، ربما كان الحنك المميز في الواقع مرحلة متجمدة مرت بها أجنة الطيور أثناء التطور. إذن ، قد يكون الاحتفاظ بمراحل التطور المبكرة آلية أصبحت من خلالها الطيور المختلفة عديمة الطيران وأصبحت تبدو متشابهة مع بعضها البعض.

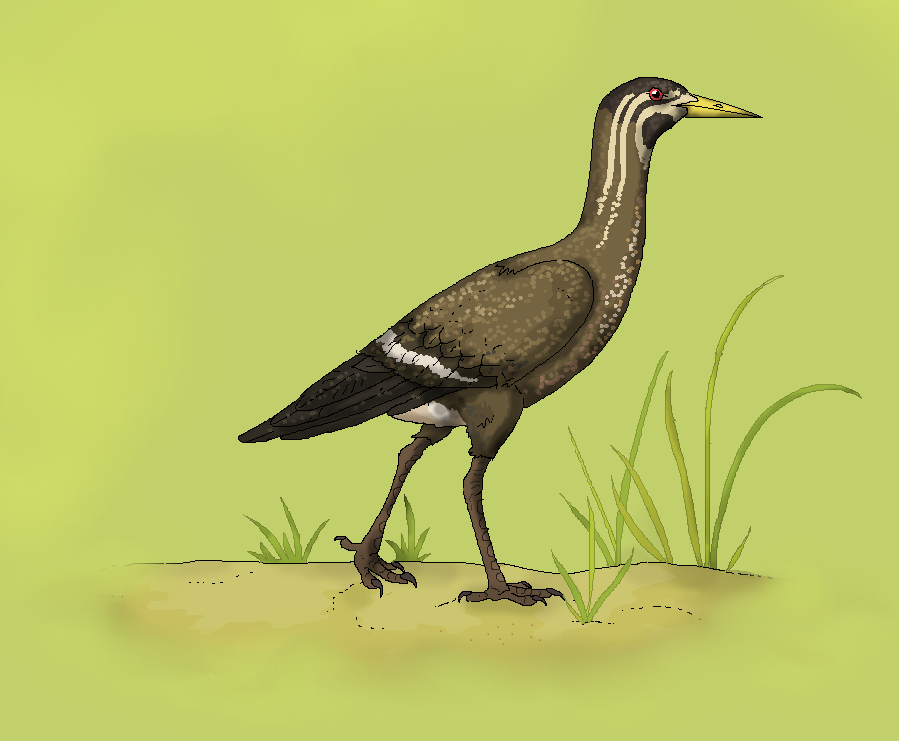
تصوير الطائر الحجري (Lithornis).

استعرضت "سيلفيا هوب" (2002) جميع أحافير الطيور المعروفة من حقبة الحياة الوسطى باحثتا عن دليل على أصل الإشعاع التطوري للطيور الحديثة. وقد يشير هذا الإشعاع أيضا إلى أن الأحافير القديمة قد تباعدت. وقد لاحظت خمسة أصناف من العصر الطباشيري المبكر تم تخصيصها إلى قديمات الفك. ووجدت أنه لا يمكن تحديد أي منها بوضوح على هذا النحو. ومع ذلك ، فقد وجدت دليلا على أن حديثات الفك وقديمات الفك قد تباعدا في زمن لا يتعدى مرحلة الكامباني المبكر للعصر الطباشيري.
طائر فيغا طائر أحفوري من مرحلة الماسترخي من الطباشيري المتأخر في أنتاركتيكا. ويرتبط طائر فيغا ارتباطا وثيقا بالبط الحقيقي، لأن جميع التحليلات الوراثية تقريبا تتنبأ بأن البط تشعب بعد قديمات الفك، وهذا دليل على أن قديمات الفك قد نشأت قبل ذلك الوقت.
في 2005 تم بواسطة ليونارد وآخرون نشر عينة ليثورنيس محفوظة بشكل استثنائي وهو من قديمات الفك منقرض وقادر على الطيران. وهي أحفورة مُتَمَفصِلة وشبه كاملة من بداية الفترة الأيوسيني في الدنمارك ، ويعتقد أنها تحتوي على أفضل جمجمة حجرية محفوظة على الإطلاق. استنتج العلماء أن الليثورنيس كان من الأصناف الشقيقة القريبة من التنام، وليس النعام، وأن الطيريات الحجرية+التنام كانت أكثر قديمات الفك قاعدية. وقد خلصوا إلى أن جميع مسطحات الصدر كانت أحادي النمط الخلوي، تنحدر من سلف واحد أصبح غير قادر على الطيران. وفسروا أيضا الليمينافيس الشبيه بقديمات الفك، من الطباشيري المبكر من باتاغونيا كدليل محتمل على الأصلا الطباشيري والأحادي النمط الخلوي لقديمات الفك.
يُنسب البيض الكبير الغامض من البليوسيني في لانزاروت في جزر الكناري إلى "مسطحات الصدر". في عام 2007 تم إجراء تحليل جينومي للطيور الحية، وكانت مناقضة لـ"ليونارد" وآخرون اللذين معه (2005). ووجدت أن التناميات ليست بدائية ضمن قديمات الفك، ولكنها من بين الأكثر تطورا. وهذا يتطلب تطورات متعددة لعدم القدرة على الطيران داخل قديمات الفك ويدحض جزئيا فرضية بديل غندوانا (انظر أسفل). ركزت الدراسة في تسلسل الحمض النووي من 19 موقعا في 169 نوع. استعادت أدلة على أن قديمات الفك هي مجموعة طبيعية واحدة (أحادية النمط الخلوي)، وأن اختلافها عن الطيور الأخرى هو أقدم اختلاف بين أي مجموعات طيور موجودة. كما أنها وضعت التناميات ضمن مسطحات الصدر، وهي مشتقة أكثر من النعام أو الروحاء، وكمجموعة شقيقة للإيمو والكيوي، وهذا يجعل مسطحات الصدر شبه عرقية.
تناولت دراسة في علم الوراثة العرقي خاصة لقديمات الفك، استخدمت التحليل الجزيئي وفحصت عشرين جين نووي غير مرتبط. خلصت هذه الدراسة إلى أن هناك ثلاثة تطورات على الأقل من حالات عدم الطيران التي أنتجت رتب مختلفة لمسطحات الصدر، وأن أوجه التشابه بين رتب مسطحات الصدر جزئي بسبب التطور التقاربي، وأن قديمات الفك أحادية النمط الخلوي، لكن مسطحات الصدر ليست كذلك.
في بداية عام 2010 أظهرت دراسات تحليل الحمض النووي أن التناميات هي مجموعة شقيقة لطائر الموا المنقرض في نيوزيلندا.
وقد وجدت دراسة جزيئية أجريت عام 2020 لجميع رتب الطيور بأن قديمات الفك قد تشعبت في الطباشيري المتأخر أو قبل ذلك، أي قبل 70 مليون سنة. ومع ذلك، فإن جميع الرتب الحديثة نشأت فقط في العصر الباليوسيني الأحدث وبعد ذلك مع تشعب النعام في العصر الباليوسيني الأحدث، والروحاء في أوائل الأيوسين، والكيوي (ويفترض طيور الفيل) بعد فترة وجيزة جدا في الأيوسيني المبكر ، وأخيراً الشبنميات و التناميات (و يفترض الموات) تشعبت عن بعضها البعض في منتصف الأيوسيني.

### تاريخ التصنيفات
في تاريخ علم الأحياء، كان هناك العديد من التصنيفات المتنافسة للطيور المدرجة حاليا في قديمات الفك. وقد تمت دراسة الموضوع بواسطة كل من أوجان دوبوا (1891) وريتشارد بودلر شارب (1891) وروبيرت ويلسون شوفيلدت (1904) وتشارلز سيبلي وجون ألكويست (1972 ، 1981) وجول كراكرافت (1981).
غالبا ما يُنسب إلى بلاسيوس ميريم (1813) تصنيف قديمات الفك معا، وقد صاغ تصنيف "مسطحات الصدر" (Ratitae). لكن لينيوس (1758) قام بوضع طيور الشبنم والإيمو والنعام والروحاء معا في النعام (Struthio). وأضاف رينيه ليسن (1831) الكيوي إلى مسطحات الصدر. وكتب عالم الطيور باركر (1864) تقريرا عن أوجه التشابه بين أحناك التناميات ومسطحات الصدر، ولكن هذه النظرة تنسب إلى هكسلي (1867) بشكل أكبر. لا يزال هكسلي يضع التناميات مع جؤجئيات "ميريم" بسبب عظم القص المنحنية، واعتقد أنهما أكثر ارتباطا بالدجاجيات.
تقدم عالم العضام وليام بيكرافت (1900) تقدما كبيرا عندما صاغ مصطلح قديمات الفك. وقد رفض تصنيف "جؤجئيات-مسطحات الصدر" الذي يفصل بين التناميات ومسطحات الصدر. واستنتج أن عظمة قص "مسطحات الصدر" يمكن أن تتطور بسهولة في الطيور الغير متعلقة بها وأصبحت بشكل مستقل غير قادؤة على الطيران. كما اعترف بأن مسطحات الصدر كانت غير قادرة على الطيران بشكل ثانوي. استندت تقسيماته الفرعية إلى خصائص الهيكل العظمي للحنك وأنظمة الأعضاء الأخرى. وقد أسس سبع رتب حديثة نوعا ما من أحافير قديمات الفك (Casuarii و Struthiones و Rheae و Dinornithes و Aepyornithes و Apteryges و Crypturi - وهذا الأخير هو مصطلح يطلق على التناميات، بعد جنس التنام المخفي الذيل).
تُعتبر قديمات الفك عادة رتبة عليا، لكن العلماء عاملوها على أنها تصنيف أعلى مثلطويئفة (شتريسمان 1927-1934) أو أدني مثل رتبة (كراكرافت 1981 والاتحاد الدولي لحفظ الطبيعة "IUCN"، والذي يضم جميع قديمات الفك في رتبة النعاميات).

### تصنيف تفرعي
|  | تناميات (التنام)       |
|  |                        |
|  | الطيور العملاقة† (موا) |
|  |                        |

|  | كيويات (كيوي)            |
|  |                          |
|  | طيور الفيل† (طائر الفيل) |
|  |                          |

|  | شبنمية (شبنم)    |
|  |                  |
|  | الدرميسية (إيمو) |
|  |                  |

|  | كيويات (كيوي)            |
|  |                          |
|  | طيور الفيل† (طائر الفيل) |
|  |                          |

|  | شبنمية (شبنم)    |
|  |                  |
|  | الدرميسية (إيمو) |
|  |                  |

|  | تناميات (التنام)       |
|  |                        |
|  | الطيور العملاقة† (موا) |
|  |                        |

|  | كيويات (كيوي)            |
|  |                          |
|  | طيور الفيل† (طائر الفيل) |
|  |                          |

|  | شبنمية (شبنم)    |
|  |                  |
|  | الدرميسية (إيمو) |
|  |                  |

|  | كيويات (كيوي)            |
|  |                          |
|  | طيور الفيل† (طائر الفيل) |
|  |                          |

|  | شبنمية (شبنم)    |
|  |                  |
|  | الدرميسية (إيمو) |
|  |                  |

|  | تناميات (التنام)       |
|  |                        |
|  | الطيور العملاقة† (موا) |
|  |                        |

|  | كيويات (كيوي)            |
|  |                          |
|  | طيور الفيل† (طائر الفيل) |
|  |                          |

|  | شبنمية (شبنم)    |
|  |                  |
|  | الدرميسية (إيمو) |
|  |                  |

|  | كيويات (كيوي)            |
|  |                          |
|  | طيور الفيل† (طائر الفيل) |
|  |                          |

|  | شبنمية (شبنم)    |
|  |                  |
|  | الدرميسية (إيمو) |
|  |                  |

|  | تناميات (التنام)       |
|  |                        |
|  | الطيور العملاقة† (موا) |
|  |                        |

|  | كيويات (كيوي)            |
|  |                          |
|  | طيور الفيل† (طائر الفيل) |
|  |                          |

|  | شبنمية (شبنم)    |
|  |                  |
|  | الدرميسية (إيمو) |
|  |                  |

|  | كيويات (كيوي)            |
|  |                          |
|  | طيور الفيل† (طائر الفيل) |
|  |                          |

|  | شبنمية (شبنم)    |
|  |                  |
|  | الدرميسية (إيمو) |
|  |                  |

|  | تناميات (التنام)       |
|  |                        |
|  | الطيور العملاقة† (موا) |
|  |                        |

|  | كيويات (كيوي)            |
|  |                          |
|  | طيور الفيل† (طائر الفيل) |
|  |                          |

|  | شبنمية (شبنم)    |
|  |                  |
|  | الدرميسية (إيمو) |
|  |                  |

|  | كيويات (كيوي)            |
|  |                          |
|  | طيور الفيل† (طائر الفيل) |
|  |                          |

|  | شبنمية (شبنم)    |
|  |                  |
|  | الدرميسية (إيمو) |
|  |                  |

|  | تناميات (التنام)       |
|  |                        |
|  | الطيور العملاقة† (موا) |
|  |                        |

|  | كيويات (كيوي)            |
|  |                          |
|  | طيور الفيل† (طائر الفيل) |
|  |                          |

|  | شبنمية (شبنم)    |
|  |                  |
|  | الدرميسية (إيمو) |
|  |                  |

|  | كيويات (كيوي)            |
|  |                          |
|  | طيور الفيل† (طائر الفيل) |
|  |                          |

|  | شبنمية (شبنم)    |
|  |                  |
|  | الدرميسية (إيمو) |
|  |                  |

|  | تناميات (التنام)       |
|  |                        |
|  | الطيور العملاقة† (موا) |
|  |                        |

|  | كيويات (كيوي)            |
|  |                          |
|  | طيور الفيل† (طائر الفيل) |
|  |                          |

|  | شبنمية (شبنم)    |
|  |                  |
|  | الدرميسية (إيمو) |
|  |                  |

|  | كيويات (كيوي)            |
|  |                          |
|  | طيور الفيل† (طائر الفيل) |
|  |                          |

|  | شبنمية (شبنم)    |
|  |                  |
|  | الدرميسية (إيمو) |
|  |                  |

|  | تناميات (التنام)       |
|  |                        |
|  | الطيور العملاقة† (موا) |
|  |                        |

|  | كيويات (كيوي)            |
|  |                          |
|  | طيور الفيل† (طائر الفيل) |
|  |                          |

|  | شبنمية (شبنم)    |
|  |                  |
|  | الدرميسية (إيمو) |
|  |                  |

|  | كيويات (كيوي)            |
|  |                          |
|  | طيور الفيل† (طائر الفيل) |
|  |                          |

|  | شبنمية (شبنم)    |
|  |                  |
|  | الدرميسية (إيمو) |
|  |                  |

مخطط نسل مبني حسب رؤية "كيرين ميتشل" (2014) مع بعض أسماء الفروع الحيوية بواسطة يوري وآخرون معه (2013)
وضعت "أليسون كلوتير" وآخرون (2019) في دراستهم الجزيئية النعام كسلالة قاعدية مع الروحاء باعتبارها ثاني أكثر النسب القاعدية.
تم العثور على سلالة بديلة بواسطة "هاينر كول" وآخرون (2020). في هذا الوضعٌ التجريبيّ يتم تصنيف جميع أعضاء قديمات الفك في رتبة النعاميات، لكنها لا تزال  تظهر كرتب مميزة هنا.
|  | كيويات (كيوي)            |
|  |                          |
|  | طيور الفيل† (طائر الفيل) |
|  |                          |

|  | تناميات (التنام)       |
|  |                        |
|  | الطيور العملاقة† (موا) |
|  |                        |

|  | شبنمية (شبنم)    |
|  |                  |
|  | الدرميسية (إيمو) |
|  |                  |

|  | تناميات (التنام)       |
|  |                        |
|  | الطيور العملاقة† (موا) |
|  |                        |

|  | شبنمية (شبنم)    |
|  |                  |
|  | الدرميسية (إيمو) |
|  |                  |

|  | كيويات (كيوي)            |
|  |                          |
|  | طيور الفيل† (طائر الفيل) |
|  |                          |

|  | تناميات (التنام)       |
|  |                        |
|  | الطيور العملاقة† (موا) |
|  |                        |

|  | شبنمية (شبنم)    |
|  |                  |
|  | الدرميسية (إيمو) |
|  |                  |

|  | تناميات (التنام)       |
|  |                        |
|  | الطيور العملاقة† (موا) |
|  |                        |

|  | شبنمية (شبنم)    |
|  |                  |
|  | الدرميسية (إيمو) |
|  |                  |

|  | كيويات (كيوي)            |
|  |                          |
|  | طيور الفيل† (طائر الفيل) |
|  |                          |

|  | تناميات (التنام)       |
|  |                        |
|  | الطيور العملاقة† (موا) |
|  |                        |

|  | شبنمية (شبنم)    |
|  |                  |
|  | الدرميسية (إيمو) |
|  |                  |

|  | تناميات (التنام)       |
|  |                        |
|  | الطيور العملاقة† (موا) |
|  |                        |

|  | شبنمية (شبنم)    |
|  |                  |
|  | الدرميسية (إيمو) |
|  |                  |

|  | كيويات (كيوي)            |
|  |                          |
|  | طيور الفيل† (طائر الفيل) |
|  |                          |

|  | تناميات (التنام)       |
|  |                        |
|  | الطيور العملاقة† (موا) |
|  |                        |

|  | شبنمية (شبنم)    |
|  |                  |
|  | الدرميسية (إيمو) |
|  |                  |

|  | تناميات (التنام)       |
|  |                        |
|  | الطيور العملاقة† (موا) |
|  |                        |

|  | شبنمية (شبنم)    |
|  |                  |
|  | الدرميسية (إيمو) |
|  |                  |

|  | كيويات (كيوي)            |
|  |                          |
|  | طيور الفيل† (طائر الفيل) |
|  |                          |

|  | تناميات (التنام)       |
|  |                        |
|  | الطيور العملاقة† (موا) |
|  |                        |

|  | شبنمية (شبنم)    |
|  |                  |
|  | الدرميسية (إيمو) |
|  |                  |

|  | تناميات (التنام)       |
|  |                        |
|  | الطيور العملاقة† (موا) |
|  |                        |

|  | شبنمية (شبنم)    |
|  |                  |
|  | الدرميسية (إيمو) |
|  |                  |

|  | كيويات (كيوي)            |
|  |                          |
|  | طيور الفيل† (طائر الفيل) |
|  |                          |

|  | تناميات (التنام)       |
|  |                        |
|  | الطيور العملاقة† (موا) |
|  |                        |

|  | شبنمية (شبنم)    |
|  |                  |
|  | الدرميسية (إيمو) |
|  |                  |

|  | تناميات (التنام)       |
|  |                        |
|  | الطيور العملاقة† (موا) |
|  |                        |

|  | شبنمية (شبنم)    |
|  |                  |
|  | الدرميسية (إيمو) |
|  |                  |

|  | كيويات (كيوي)            |
|  |                          |
|  | طيور الفيل† (طائر الفيل) |
|  |                          |

|  | تناميات (التنام)       |
|  |                        |
|  | الطيور العملاقة† (موا) |
|  |                        |

|  | شبنمية (شبنم)    |
|  |                  |
|  | الدرميسية (إيمو) |
|  |                  |

|  | تناميات (التنام)       |
|  |                        |
|  | الطيور العملاقة† (موا) |
|  |                        |

|  | شبنمية (شبنم)    |
|  |                  |
|  | الدرميسية (إيمو) |
|  |                  |

|  | كيويات (كيوي)            |
|  |                          |
|  | طيور الفيل† (طائر الفيل) |
|  |                          |

|  | تناميات (التنام)       |
|  |                        |
|  | الطيور العملاقة† (موا) |
|  |                        |

|  | شبنمية (شبنم)    |
|  |                  |
|  | الدرميسية (إيمو) |
|  |                  |

|  | تناميات (التنام)       |
|  |                        |
|  | الطيور العملاقة† (موا) |
|  |                        |

|  | شبنمية (شبنم)    |
|  |                  |
|  | الدرميسية (إيمو) |
|  |                  |

## الوصف
تمت تسمية قديمات الفك بسبب الخصائص  البنية المعقدة للعظام في الحنك. وقد عرفها كراكرافت (1974) بخمس خاصيات:
1. العظمة الأنفية الكبيرة والمتمفصلة مع قادمة الفك العلوي و الفك الحنكي. تندمج العظمة الأنفية بشكل خلفي مع السطح البطني للعظم الجناحي، ويندمج الحنك مع السطح البطني لهذا المفصل الجناحي لعظمة الأنف.
2. يمنع العظم الجناحي الحنك من التمفصل الوسطي مع العَظْمُ الوَتَدِيُّ القاعِدِيّ.
3. يندمج الحنك والعظم الجناحي في مفصل صلب.
4. يقع المفصل على العظم الجناحي من أجل عملية العظم الجناحي الأساسي لقاعدة الجمجمة بالقرب من المفصل بين العظم الجناحي والعظم المربعي.
5. إن المفصلة الجناحية-المربعية معقدة وتتضمن العملية المدارية للعظم المربعي.[25]

تشترك قديمات الفك في تشريح الحوض المماثل. ويوجد فجوة كبيرة ومفتوحة (ilio – ischiatic) في الحوض. ومن المحتمل أن تكون العانة والإسك أطول من الحرقفة، وتبرز تحت الذيل. والجزء اللاحق للحق من الحوض أطول من الجزء السابق له.
تشترك قديمات الفك في نمط شقوق الغطاء القرني للمنقار. ويسمى هذا الغطاء غمد المنقار. يحتوي نمط قديمات الفك على شريط مركزي واحد من القرن، مع شرائط طويلة مثلثة على كلا الجانبين.
يحتضن ذكر قديمات الفك البيض. ويمكن أن يدخل في عش الذكر بيض أنثى أو أكثر. قد يكون لديه أيضا بيضا في عشه من قبل إناث لم يلقحها، وتسمى هذه الحالة تطفل العش. فقط عند النعام والكيوي الكبير المرقط التي تتدخل الأنثى وتساعد في احتضان البيض.
إن تناميات أمريكا الوسطى والجنوبية هي في الأساس أرضية، بالرغم من أنها تطير بشكل ضعيف. وللتناميات ريش ذيل قصير جدًا، مما يمنحها مظهرا شبه لامع. وبشكل عام تشبه الدجاجيات كالسمان والطيهوج.

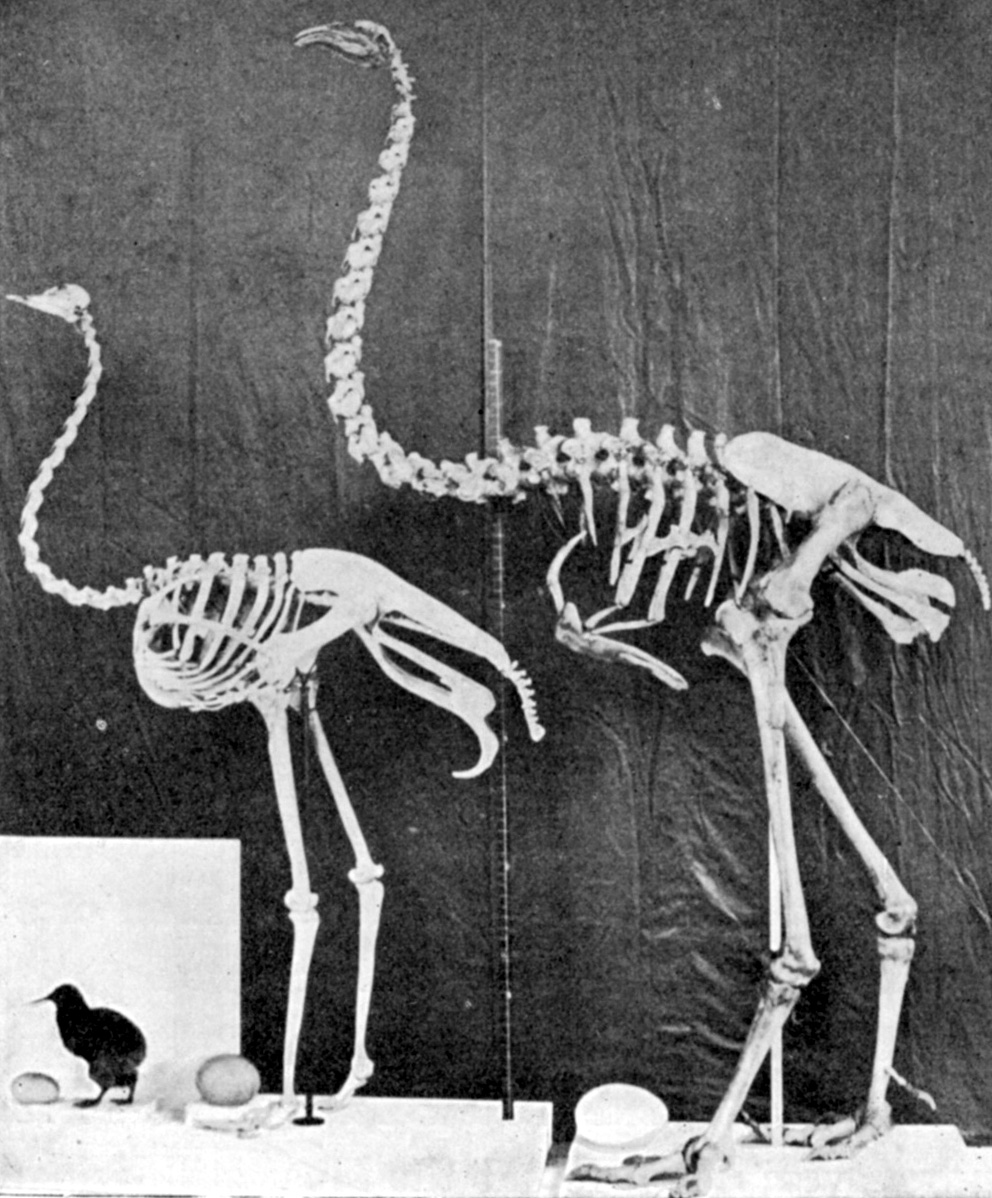
مقارنة بين الكيوي والنعامة والموا العملاق مع بيضها

للتناميات عظمة قَصّ طويلة جدا ذات حافة، مع شكل غير عادي من ثلاثة شعب. هذه العظمة لها شفرة مركزية (قص ذو امتداد زورقي)، مع اثنين من العوارض الجانبية الأسطوانية الطويلة والنحيفة، والتي تنحني إلى أي من الجانبين ويكاد يلمس العارضة من الخلف. ويمكن اعتبار هذه العوارض بأنها حافة لثقبتين كبيرتين تعملان على شق الحافة الخلفية لعظمة القص، وتمتد بطولها بالكامل تقريبًا. وللتناميات عظم فريقة على شكل نصف دائرية، مع عدم وجود أي أثر للترقوة. وتوجد زاوية حادة بين عظمي الكتف والغرابي، كما هو الحال في جميع الطيور التي تطير. يحتوي الحوض على فتحة فينيسترا تعمل على شق الحافة الخلفية بين عظمتي الحرقفة والإسك، كما هو الحال في جميع قديمات الفك. ليس للتناميات عظمة محراثية حقيقية، وتبقى فقراتهم الذيلية غير مدمجة، كما هو الحال في مسطحات الصدر.
يبدو ريش التناميات مثل ريش الطيور الرشيقة من حيث الرَّاشَة والعنفتان. ويعتبر تركيب ريشها فريد من نوعه، رغم أن لديها أشواك لا تزال متصلة بالأطراف. وبالتالي تنفصل الأشواك المتوازية بشقوق بينها. وللتناميات غدة الزمكى.
طيور مسطحات الصدر لا تطير بشكل كامل ويعكس تشريحها خصائص حياتها الأرضية. مصطلح "مسطحات الصدر" (ratite) مشتق من الكلمة اللاتينية (ratis) التي تعني طوف، لأنها تمتلك عظمة قَصّ مسطحة، على شكل طوافة. يختلف هذا القص المميز عن تلك الموجودة في الطيور الطائرة، حيث تكون العضلات الصدرية كبيرة بشكل غير متناسب لتوفير القوة لضربات الجناح وتطور القص ليصبح عارضة منحنية أوقص ذو امتداد زورقي لتثبيت هذه العضلات. ولا تندمج الترقوة مع عظمة الفريقة. بدلاً من ذلك، فإذا كانت موجودة بأيّة حال، فإن كل منها تشبه الجبيرة وتقع على طول الحد الإنسي لعظمة الغرابي، مثبتة هناك بواسطة الرِّباطُ الغُرابِيُّ التَّرْقُوِيّ. توجد زاوية منفرجة بين لوح الكتف والغرابي، وتندمج العظمتان معا لتشكيل عظم لوح غرابي- كتفي. تتميز مسطحات الصدر بهيكل أجنحة صغير وأرجل قوية. باستثناء بعض ريش جناح الروحاء ، فإن الشعيرات الشائكة التي تشكل الريش لا تنغلق بإحكام مع بعضها، مما يعطي الريش مظهرا أشعثا ويجعل ريشه زيتي بدون فائدة. مسطحات الصدر البالغة ليس لديها غدة زمكى التي تحتوي على زيت تنظيف.
تمتلك قديمات الفك أدمغة صغيرة نسبيًا، وهي من بين الطيور الحية ذات القدرات المعرفية المحدودة. إلا أن طائر الكيوي يستثنى من ذلك حيث أن لديها أدمغة كبيرة مماثلة لتلك التي لدى الببغاوات والطيور المغردة، بالرغم من قلة الأدلة حاليا على مستويات مماثلة من التعقيد السلوكي.

### الحجم
يقدر أرتفاع طيور قديمات الفك الحية من 15 سم إلى 2.7 م ويتراوح وزنها من 4 إلى 156.5 كجم. النعام هو أكبر طيور رتبة النعاميات ، تمتلك أرجل ورقبة طويلة. ويتراوح ارتفاعها من 1.7 إلى 2.7 م وتزن من 63 إلى 156 كجم،  لديها أجنحة من الريش الفضفاض. للذكور ريش أسود وأبيض بينما الأنثى لديها ريش بني رمادي. وهي تعتبر فريدة من نوعها من بين الطيور حيث أنه لها فقط الأصبعين الثالث والرابع لكل قدم. للنعام مخالب في الأصبع الأول والثاني (وفي بعضها الإصبع الثالث). وتختلف النعام عن غيرها من قديمات الفك بأن لديها عظم حاجزي مخفض في الجمجمة.[بحاجة لمصدر]
يبلغ ارتفاع الإمو من 1.8 إلى 2.3 م ويزن 34 إلى 50 كجم. ولديها أجنحة قصيرة وللبالغ منها ريش بني.
يبلغ حجم الروحاء من 91 إلى 140 سم وتزن 15 إلى 40 كجم. ريشها رمادي أو بني مرقط وأبيض. لديها أجنحة كبيرة وليس لديها ريش الذيل. وليس لديهم ترقوة.
يبلغ ارتفاع الشبنم 1.1 إلى 1.7 م ويزن 14 إلى 59 كجم. لديها أجنحة بدائية مع ريش أسود وستة ريش قاسية كالنيص بدلاً من ريشها الأولي والثانوي.
الكيوي هو طائر من مسطحات الصدر، ويتراوح ارتفاعه من 36 إلى 56 سم ووزنه 1.2 إلى 3.9 كجم. لديها ريش بني أشعث.
يتراوح حجم التناميات من 20 إلى 53 سم ويزن 640 إلى 2,270 جم.

### الحركة
العديد من الطيور الكبيرة لديها أرجل طويلة جدا ويمكن لأكبر الطيور الموجودة في زمننا هذا كالنعام، الركض بسرعات تزيد عن 60 كم في الساعة. تتمتع الإموات بأرجل طويلة وقوية ويمكنها الركض بسرعة تصل إلى 48 كم في الساعة. يُظهر الشبنم والروحاء تشابها في خفة الحركة وقد وصلت بعض الأشكال المنقرضة إلى سرعات 75 كم في الساعة.[بحاجة لمصدر]

## الجغرافيا الحيوية
في زمننا الحاضر اقتصر وجود مسطحات الصدر إلى حد كبير على نصف الكرة الجنوبي، على الرغم من أنها كانت موجودة في أوروبا وأمريكا الشمالية وآسيا خلال حقبة الحياة الحديثة. وفي العصر الطباشيري، ارتبطت القارات الجنوبية وشكلت قارة واحدة تسمى غندوانا. وغندوانا هي المنطقة الحاسمة حول السؤال العلمي المهم حول تطور قديمات الفك، وبالتالي حول تطور كل الطيور الحديثة.
هناك نظريتان متعلقة بتطور قديمات الفك. وفقا لفرضية التناوب في غندوانا، تطورت قديمات الفك مرة واحدة من أحد الأسلاف في غندوانا خلال العصر الطباشيري، ثم انتقلت إلى اليابسة الابنة التي أصبحت اليوم القارات الجنوبية. تدعم هذه الفرضية دراسات الساعة الجزيئية بقوة، لكنها تضعف بسبب عدم وجود أي حفريات طباشيري أو حفريات جنوبية لقديمات الفك، وكذلك الإشعاع المبكر لقديمات الفك في اليابسة لوراسيا. وفقًا لفرضية إشعاع العصر الثالث، تطورت بعد انقراض العصر الطباشيري الباليوجيني من عدة أسلاف طائرة في قارات متعددة حول العالم. هذه الفرضية مدعومة بدراسات علم الوراثة الجزيئية وتطابق السجل الأحفوري، لكنها أضعفت بدراسات علم تطور السلالات المورفولوجي. تم دعم كلا الفرضيتين وتحديهما من قبل دراسات عديدة من عدد من العلماء. وقد خلصت دراسة أجريت عام 2016 عن كل من الاختلاف الجيني والمورفولوجي إلى أن المجموعة من أصل لوراسي.

### فرضية تناوب غندوانا
أعطى "كراكرافت" (2001) مراجعة شاملة للبيانات وأيد بقوة فرضية تناوب غندوانا مع أدلة النشوء والتطور وتاريخ الجغرافيا الحيوية. أستشهد بدراسات الساعة الجزيئية التي تظهر أن تاريخ الاختلاف الأساسي للعناصر الحديثة يبلغ حوالي 100 مليون سنة. ينسب الفضل إلى مؤلفي دراسات الساعة الجزيئية في ملاحظة أن الافتقار إلى حفريات قديمات الفك الجنوبية قد تتوافق مع ندرة رواسب العصر الطباشيري الجنوبية، والافتقار النسبي للعمل الميداني البَليونتولوجيّ في نصف الكرة الجنوبي. علاوة على ذلك، يقوم "كراكرافت" بتجميع الدراسات المورفولوجية والجزيئية، مع ملاحظة التعارض بين الاثنين، وتجد أن الجزء الأكبر من الأدلة تفضل قديمات الفك أحادية النمط الخلوي. ويلاحظ أيضًا أنه ليس فقط مسطحات الصدر التي تظهر توزيعا عبر القارة القطبية الجنوبية بل المجموعات القاعدية الأخرى من الطيور الحديثة، كما هو متوقع إذا تباعدت قديمات الفك وحديثات الفك في غندوانا.
أشارت التحليلات الجيولوجية إلى أن نيوزيلندا ربما كانت مغمورة بالمياه بالكامل مؤخرا حتى 28 مليون سنة مضت، مما يجعل من المستحيل على الطيور التي لا تطير البقاء فيها على قيد الحياة.[بحاجة لمصدر] ومع ذلك ، فإن اكتشاف أحفورة الطراطرة (Sphenodon) التي يعود تاريخها إلى أوائل العصر الميوسيني 19-16 مليون سنة مضت يثير تساؤلات حول ما إذا كانت الجزيرة مغمورة بالكامل. يقدم هذا الاكتشاف دليلا إضافيا على أن أنواع الطراطرة القديمة عاشت على جزء من اليابسة منذ انفصالها عن غندوانا حوالي 82 مليون سنة مضت. ومن المقبول عموما وجود دليل على ارتفاع مستوى سطح البحر الذي أدى إلى غمر جزء كبير من نيوزيلندا، ولكن هناك جدل حول مقدار غرق نيوزيلندا. وتشير أنواع الطراطرة التي تعيش في الجزء المتبقي من الجزيرة إلى أن الأنواع الأكبر قد تكون قد نجت أيضا.
في نهاية المطاف، فقد كانت أقدم قديمات الفك التي تم تسجيلها تطير، والتي يُفترض أنها طيور حجرية متقاربة الأشكال، وجدت على الأرجح في وقت مبكر من العصر الطباشيري المتأخر في أمريكا الشمالية، في حين أن بعض أقدم مسطحات الصدر التي لاتطير وجدت في أوروبا. تعتمد فرضية التناوب على افتراض أن كتل اليابسة الجنوبية كانت أكثر صلة بتطور مسطحات الصدر من تلك الموجودة في الشمال.

### فرضية إشعاع العصر الثالث[ا]
أكد عالم الطيور "ألان فيدوتشيا" (1995) على حدث الانقراض في حدود العصر الطباشيري-الباليوجيني باعتباره المحرك المحتمل لتنوع الطيور الحديثة، مصورا سلالة واحدة أو عدد قليل من سلالات الطيور التي نجت من نهاية العصر الطباشيري. كما أشار إلى أن الطيور في جميع أنحاء العالم قد طورت شبييهات لمسطحات الصدر تشريحيا عندما أصبحت غير قادرة على الطيران، ورأى أن التقارب بين مسطحات الصدر الحديثة، وخاصة الكيوي كان غامضا. وفي هذا التركيز على حقبة الحياة الحديثة، بدلاً من العصر الطباشيري، كوقت الاختلافات القاعدية بين الطيور الحديثة فقد تبع عالم الطيور "أولسون".
أظهر "بيتر هودي" أن الطيور الحجرية، مجموعة من الطيور القادرة على الطيران والتي كانت شائعة في حقب الحياة الحديثة في نصف الكرة الشمالي، كانت أيضًا من قديمات الفك. وتجادل بشأن طائر الحبارى العتيقة من الطيور الحجرية المعروف من أحافير الدنمارك (نصف الكرة الشمالي) بأنها تشترك في السمات التشريحية الفريدة للجمجمة التي تجعلها عضوًا من نفس رتبة النعام. كما تجادل بأن طائر الكيوي لا ينبغي أن يصل إلى نيوزيلندا، التي ابتعدت عن البر الرئيسي في أوائل العصر الطباشيري، إذا كان أسلافها لا تطير؛ تم إثبات هذا الادعاء على الأقل من خلال اكتشاف كيوي عتيق المحتمل. لذلك استنتج أن الأسلاف الطيور الحجرية كان من الممكن أن تكون قد وصلت إلى القارات الجنوبية منذ حوالي 30 إلى 40 مليون سنة، وتطوّرت لأشكالا لا تطير والتي هي اليوم مسطحات الصدر. وقد تناقضت هذه الفرضية مع بعض الدراسات الجزيئية اللاحقة، لكنها أيدتها دراسات أخرى.

## العلاقة مع البشر
تطورت السلالة البشرية في إفريقيا بالتماكن مع النعام. بعد ظهور الهومو وغادر إفريقيا إلى قارات أخرى، استمروا في صيد النعام في شبه الجزيرة العربية وجزء كبير من جنوب ووسط آسيا. لم يتم الاتصال مع أجناس قديمات الفك الأخرى حتى أنتشر سكان بابوا غينيا الجديدة وأستراليين في أستراليا. في وقت لاحق، واجه أسلاف الهنود طيور التناميات والروحاء في أمريكا الوسطى والجنوبية، وواجه المستوطنون الأسترونيزيون طيور ألفيل في مدغشقر وأبادوها، كما فعل الماوري بالمثل مع طيور الموا في نيوزيلندا. لقد تطورت طيور مسطحات الصدر العملاقة في مدغشقر ونيوزيلندا مع تعرض قليل أو عدم تعرضها للثدييات المفترسة، ولم تكن قادرة على التعامل مع افتراس البشر؛ والعديد من الأنواع التي تعيش في المحيط الأخرى لاقت نفس المصير (كما يَبْدُو على الطيور الركاضة الأسترالية في وقت سابق). في جميع أنحاء العالم، انقرضت معظم الطيور العملاقة بحلول نهاية القرن الثامن عشر وأصبحت معظم الأنواع الباقية مهددة الآن و/أو تتناقص في أعدادها. ومع ذلك، يبدو أن التعايش بين طيور الفيل والبشر كان أطول مما كان يعتقد سابقا.
اليوم، يتم تربية طيور مسطحات الصدر مثل النعامة وأحيانا يتم الاحتفاظ بها كحيوانات أليفة. وتلعب مسطحات الصدر دورا كبيرا في الثقافة الإنسانية؛ يتم تربيتها وأكلها وواستعمالها في السباقات وحمايتها وحفظها في حدائق الحيوان.

## رتب
تضم قديمات الفك رتبة †ليتورنيسيات وهي رتبة أحفورية منقرضة تضم الطائر الأحفوري الليتورنيس أو طائر الحجر.

## وصلات خارجية
- Page On the classification of Paleognaths of Animal Diversity Web
- Regional Cladogram of Paleognaths
- Evolutionary Cladogram of Paleognaths
- Spanish Page on Ratites
- Info on How to Prepare Ratites as Food
- Avibase
- Introduction to the Palaeognathae
- Oxford Journal on the Molecular Biology and Evolution of Aves
- Paleognath Monophyly نسخة محفوظة 11 أبريل 2016 على موقع واي باك مشين.
- Ornithology and Natural History نسخة محفوظة 23 يناير 2007 على موقع واي باك مشين.
- Avian Biotech
- Palaeognathae on the Tree of Life Web Project
- Page on Ratites as Livestock